# Nikolaj Turgenev
Nikolaj Ivanovitj Turgenev (annan transkription Turgenjev, ryska: Николай Иванович Тургенев), född 23 oktober (gamla stilen: 12 oktober) 1789 i Simbirsk, död 10 november (gamla stilen: 29 oktober 1871 vid Paris, var en rysk ekonom och politisk författare; bror till Aleksandr Turgenev. 
Turgenev studerade i Göttingen, tjänstgjorde efter 1813 som rysk kommissarie i de landsdelar, som de allierade fråntagit Frankrike, och avancerade i rysk tjänst till inrikesministerns adjunkt. 
Turgenev var utpräglat liberal, arbetade för upphävande av livegenskapen och skrev ett viktigt vetenskapligt arbete om beskattningsväsendet (Opyt teoriji nalogov, 1818). Invecklad i dekabristupproret (1825), undkom han till England, dömdes i sin frånvaro till döden och bosatte sig i Frankrike. Bland hans senare utgivna skrifter är mest bekant La Russie et les russes (tre band, 1847). Först 1856 fick han amnesti och tillåtelse att återvända till Ryssland.